# Honza Musil
Jan Gareth Musil (* 24. června 1967 Brno), známý především jako Honza Musil, je český moderátor a zpěvák.

## Osobní a rodinný život
Honza Musil se narodil 24. června 1967 v Brně, kde se také vyučil kuchařem-číšníkem. Velmi mladý se oženil; se ženou Ivetou se museli nechat zplnoletit. Z manželství má dvě dcery: Lucii (* 1985) a Veroniku (* 1989) a prostřednictvím Lucie také vnučky Sáru a Viktorii. Mladší dcera Veronika je matkou Honzových vnuků Jakuba a Matyáše.  S manželkou se však rozvedl.
V prosinci 2007 uzavřel se svým dlouholetým partnerem Jakubem Pechrem registrované partnerství. Žil s ním v Praze. V roce 2012 však byl jejich svazek zrušen. Později žil s mladším přítelem Jakubem Bialym, který vystudoval gymnázium v Košicích a s nímž v září 2016 vstoupil do registrovaného partnerství. Zároveň přijal jako své druhé příjmení Gareth, stejně jako jeho partner.
V roce 1996 onemocněl leukémií a prodělal několikaletou léčbu. V prosinci 2018 si při nehodě zlomil páteř, devět žeber a propíchl plíci.

## Profesní dráha
Honza Musil začínal roku 1994 jako moderátor kabelové televize v Havířově a Ostravě. V letech 1996–1999 byl moderátorem TV Nova ve Snídani s Novou, talk-show Áčko a soutěžním pořadu Kolotoč. Poté uváděl talk-show Sauna a Miláčci na TV Prima (do roku 2003) a pořad Mazlíčci na Top TV (2005–2007). Od září 2009 se vrátil k moderování na Nově v pořadu Dům snů a poté Rady ptáka Loskutáka. Od června 2010 uváděl v České televizi Dobré ráno s Jedničkou. Okolo roku 2011 spolupracoval s TV Barrandov na projektu Na plac!, který dává šanci amatérským hercům, v letech 2016 až 2023 byl jednou z tváří TV Barrandov, kam se vrátil v roce 2024.
Účinkoval v seriálech České televize Hop nebo trop (2004) a Vyprávěj (2009). Jako moderátor působil i v rádiích Helax (1994–1996), Evropa 2 (2000), v Českém rozhlase Regina (2002–2004) a Rádiu Kiss (2006–2007). Během roku 2004 byl také šéfredaktorem časopisů Náš miláček a Svět psů.
Vydal dvě hudební alba, Mezi tichem a tichem (1997) a Pojď se smát (1999). V roce 1997 navyprávěl také dvě alba pohádek. V roce 2000 spolu s Miroslavem Graclíkem napsal autobiografickou knihu Rozepsaný příběh...
Od roku 2004 je majitelem agentury Scream Artist Management, která mimo jiné zastupovala finalisty první řady soutěže Česko hledá SuperStar. V roce 2006 otevřel gay klub 21 a o dva roky později založil internetový portál Gaylife.cz. V letech 2012–2014 natáčel pro východočeskou televizi V1 další díly pořadu Mazlíčci, který byl určen milovníkům zvířat. Mezi roky 2014–2016 moderoval talk-show Na houpačce a pořad Zvířátka na TV Regina. V letech 2016–2021 byl moderátorem pořadu Nebezpečné vztahy na TV Barrandov, k jehož natáčení se vrátil v roce 2024. Od listopadu 2024 moderuje talk show Popojedem na Spektrum Home.
Od roku 2025 spolupracuje s Pecka.TV.
Nyní[kdy?] pracuje spolu s Jakubem Garethem Bialým a Kubou Kubínem na charitativnim projektu Nová naděje.